# خاسينتو فيلالبا
خاسينتو فيلالبا (بالإسبانية: Jacinto Villalba)‏ لاعب كرة قدم باراغواياني راحل كان يجيد اللعب في خط الهجوم .
لعب طوال مسيرته الرياضية في نادي سيرو بورتينو . شارك مع منتخب الباراغواي في بطولة كأس العالم 1930 في الأوروغواي كما شارك في بطولة أمريكا الجنوبية 1939 .

## روابط خارجية
- خاسينتو فيلالبا على موقع الاتحاد الدولي (مؤرشف)  (الإنجليزية)
- خاسينتو فيلالبا على موقع Soccerway.com (الإنجليزية)
- خاسينتو فيلالبا على موقع عالم كرة القدم.نت (الإنجليزية)